# ЗІЛ-135

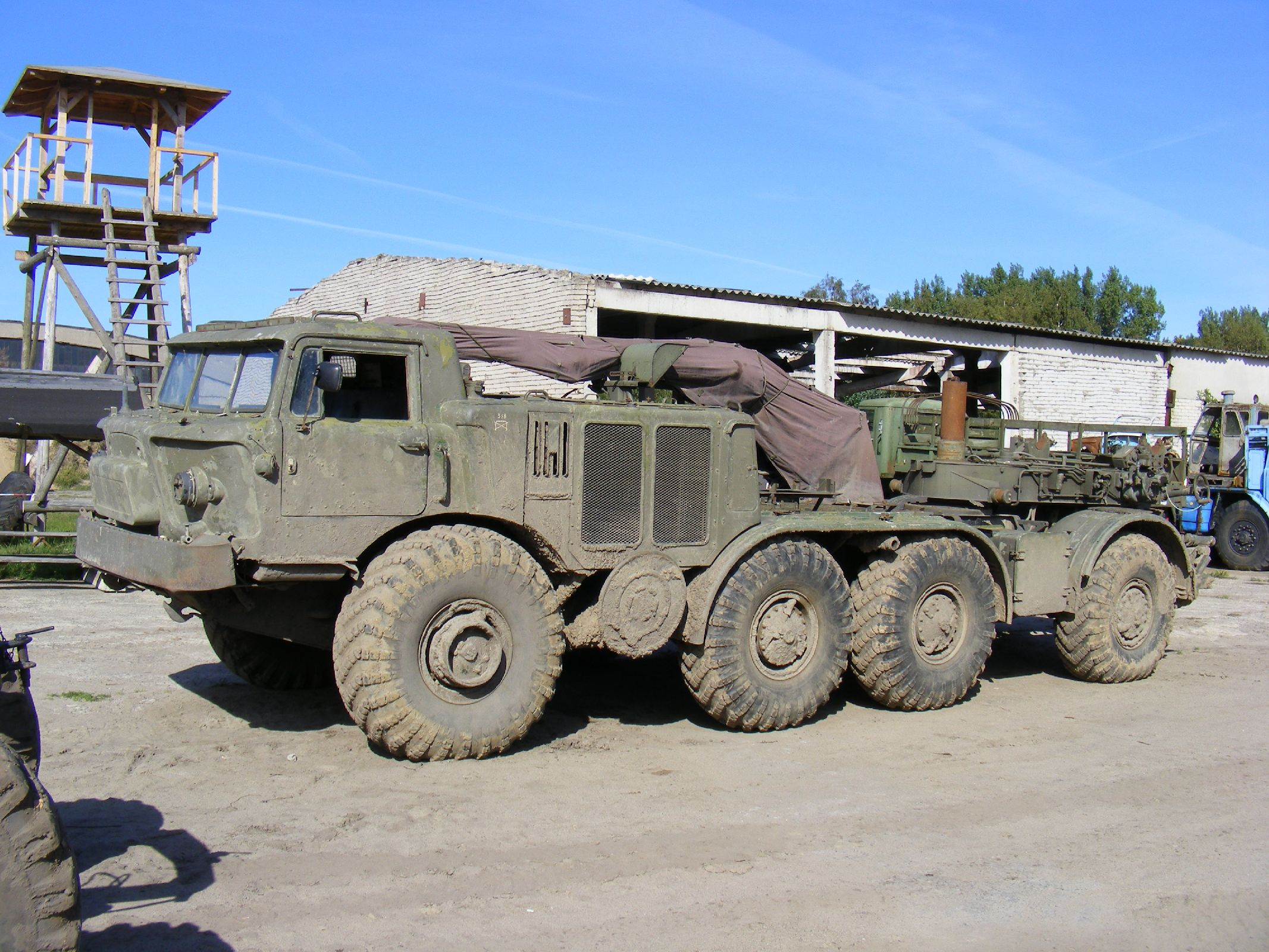
ЗІЛ-135

ЗІЛ-135 — сімейство радянських 4-вісних військових вантажівок, включає більше двадцяти різних модифікацій. Випускався з 1959 по 1995 рік.
Вантажівка використовувалася як шасі для ракетних комплексів БМ-27 «Ураган» та 9К52 «Луна-М».

## Історія
Спочатку ЗІЛ-135 був розроблений як вантажівка для буксирування артилерії в Спеціальному конструкторському бюро ЗІЛа під керівництвом В. А. Грачова на початку 1960-х.
Машина обладнана двома двигунами ЗІЛ-123Ф потужністю 120 к.с. кожен, встановленими за кабіною (на наступних моделях автомобіля використовувалися двигуни ЗІЛ-375). Кожен двигун обертав колеса свого борту, що забезпечувало додаткову надійність. Зважаючи на використання шин низького тиску, а також через прагнення максимально зменшити масу машини, конструктори ухвалили рішення відмовитися від пружної підвіски як такої, згодом на моделях 135Л/ЛМ для ліквідації галопування (поздовжнього розгойдування), яким відрізнялися попередні машини 135-го сімейства, вирішило повернути незалежну торсіонну підвіску з гідроамортизаторами на колеса крайніх мостів, зберігши при цьому жорстке кріплення до рами двох середніх мостів. Колеса крайніх осей виконані поворотними. Інші параметри, включаючи габарити, вантажопідйомність, конструкцію підвіски, можливість плавати, колісну базу, і т. д., широко варіювалися від однієї моделі до іншої.
Кабіна виготовлялася зі склопластику для полегшення машини і збільшення таким чином корисного навантаження.

## Галерея

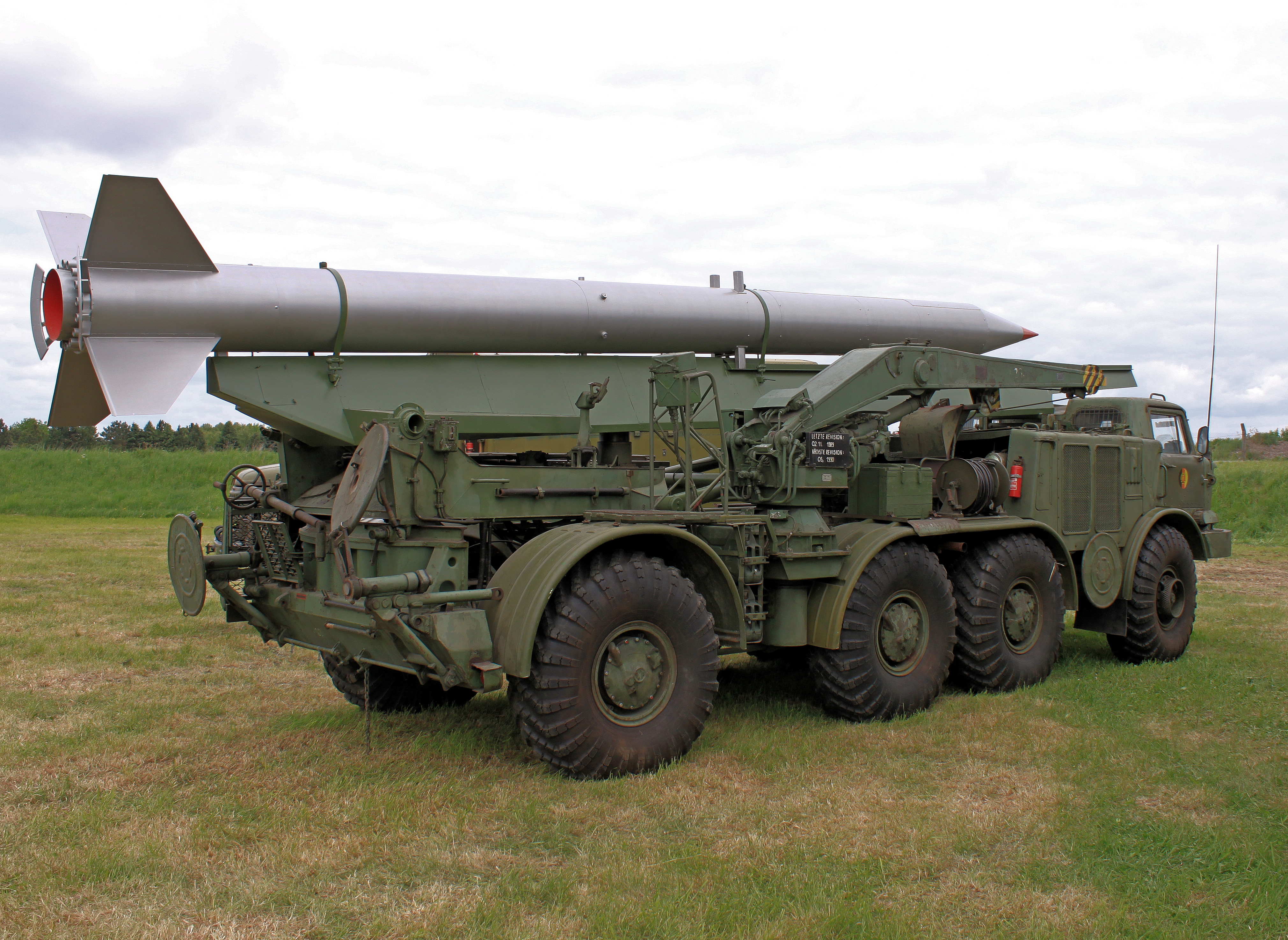
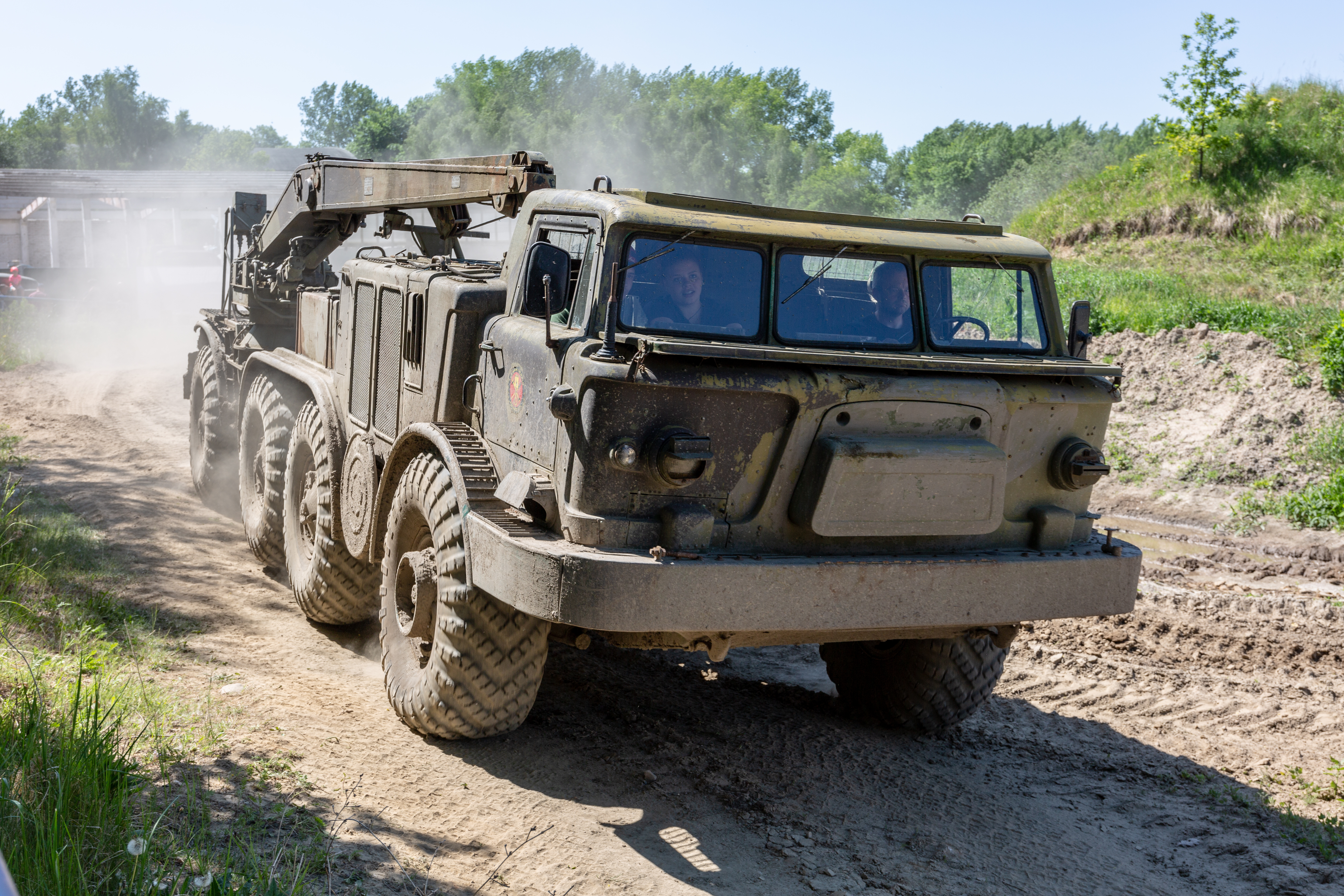
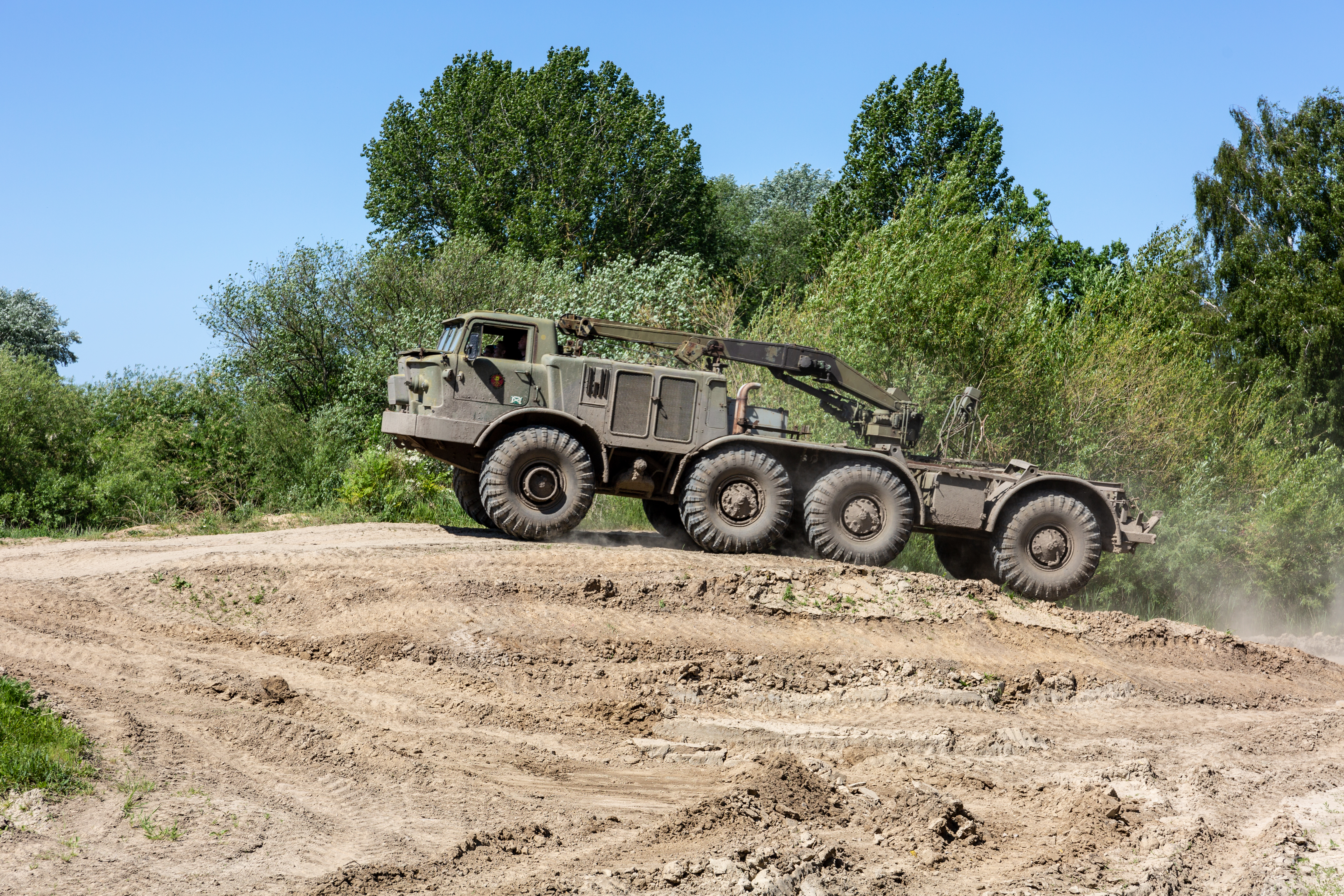
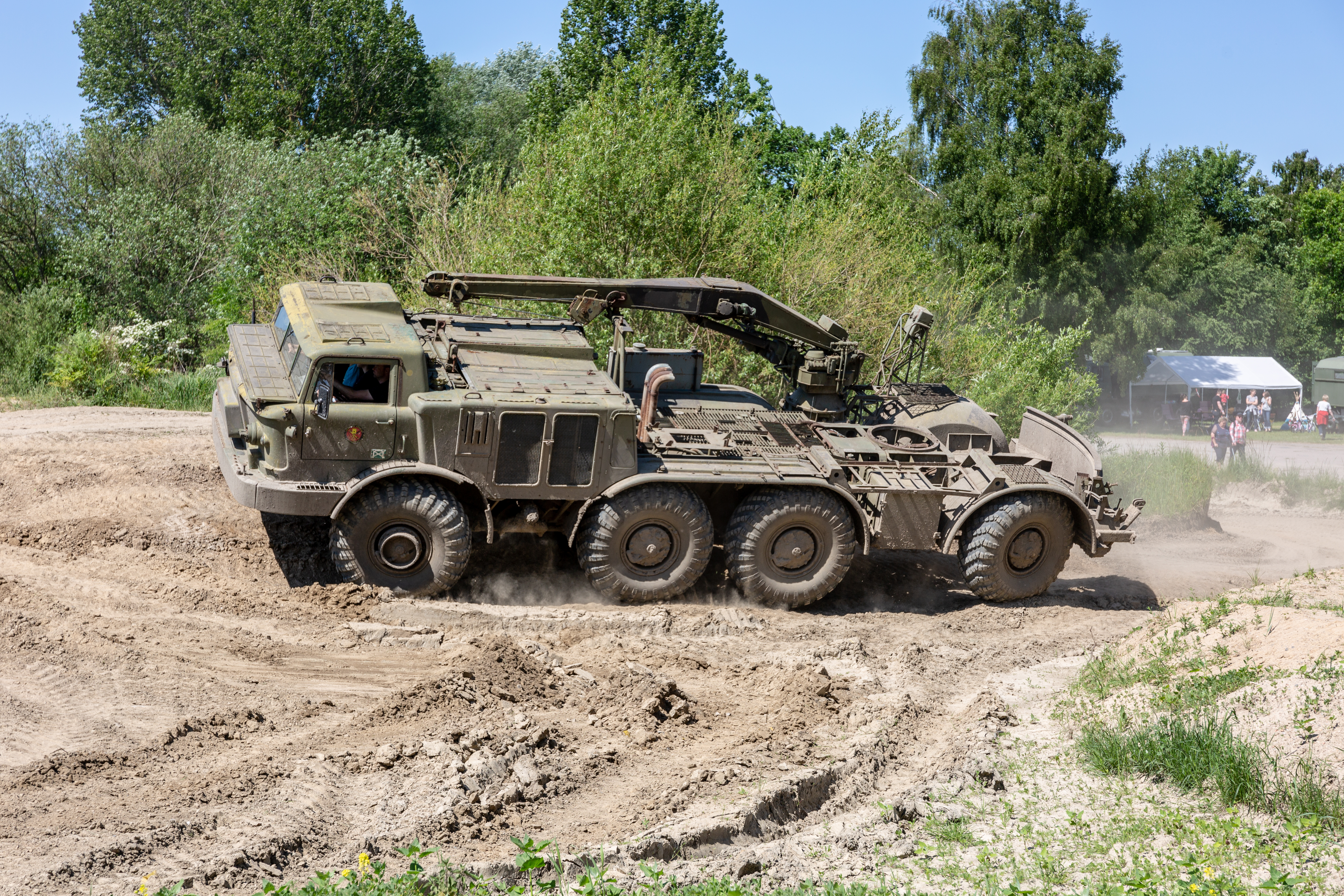

## Матеріали
- ЗИЛ-135ЛМ [Архівовано 19 жовтня 2017 у Wayback Machine.] // gvtm.ru
- Варианты и военное применение шасси ЗИЛ-135ЛМ [Архівовано 19 жовтня 2017 у Wayback Machine.]